# 洪大全
洪大全，为太平天国早期历史中的一位重要人物，据说为天德王。1852年，在永安突围时被俘，钦差大臣赛尚阿上奏曰“现获之洪大泉，即逆首洪秀全之谋主，现已派员槛送京师”，他在被解送北京途中题词云：「寄身虎口运筹工，恨贼徒不识英雄，漫将金锁绾飞鸿。几时生羽翼，万里御长风？一事无成人渐老，壮怀要问天公。六韬三略总成空。哥哥行不得，泪洒杜鹃红。」在北京被杀。
关于洪大全，学术界颇有争论。现在史学界一般认为他就是焦亮（1823年—1852年），湖南兴宁人，为天地会一个普通山堂的堂主。1934年，罗尔纲在《大公报》的《图书副刊》发表《贼情汇纂订误》一文，从学术角度对洪大全提出怀疑，史学界从此就洪大全展开热烈讨论。俞大纲、蕭一山、谢兴尧、荣孟源等不同意罗的观点，肯定洪大全的存在，认为天地会有一个大而全的领袖人物洪大全。罗尔纲、彭泽益、蔡少卿则持相反观点，认为天地会中并没有也不可能有一个大而全的领袖式人物。